# King's Knight
King's Knight (キングスナイト) est un jeu vidéo de tir vertical (vertical shooter) développé et édité par Square, sorti en 1986 sur MSX, PC-88, Sharp X1 et NES.

## Accueil
- IGN : 3/10 (Wii)[1]